# Hamilton (Illinois)
Hamilton je grad u američkoj saveznoj državi Ilinois. Prema popisu stanovništva iz 2010. u njemu je živjelo 2.951 stanovnika.